# Religie in Noord-Korea
Religie in Noord-Korea is een van de onderwerpen in dit Oost-Aziatische land die met veel staatscontrole en onbekendheid zijn omgeven. Noord-Korea kent geen godsdienstvrijheid, ook al erkent de grondwet officieel de vrijheid van godsdienst. De grondwet van Noord-Korea vermeldt eveneens uitdrukkelijk de vrijheid van antireligieuze propaganda zoals die door de overheid wordt gevoerd. Omdat er in Noord-Korea een dictatoriaal communistisch regime aan de macht is, zijn gegevens over de godsdiensten onbekend of zeer onbetrouwbaar. De traditionele nationale godsdienst, het boeddhisme, en wereldbeschouwing, het confucianisme, alsmede de in de 19de eeuw ontstane eclectische Kondogio-sekte (met boeddhistische, confucianistische en christelijke elementen) en het christendom hebben hun betekenis in het openbare leven door systematische onderdrukking verloren.

## Persoonlijkheidscultus
De 'Grote Leider' Kim Il-sung (de eerste president van Noord-Korea) en de 'Geliefde Leider' Kim Jong-il (zoon en opvolger van Kim Il-sung) worden als goden vereerd. Hun portretten zijn alomtegenwoordig op straat en in woonhuizen, en in liedjes die kinderen op school leren worden de leiders bezongen in religieuze bewoordingen. Over hun levens zijn diverse mythologische verhalen in omloop gebracht. Zo zouden volgens Noord-Koreaanse bronnen in 1993 de graven zijn ontdekt van koning Dangun en zijn vrouw. Tangun was volgens Koreaanse overleveringen de zoon van Hwan Ung - de zoon van Hwan In, de heer van de hemel - en een berin die veranderd was in een (mensen)vrouw. Volgens de huidige Noord-Koreaanse religieuze propaganda zou Kim Jong-il net als Hwan Ung zijn afgedaald vanuit de hemel, en wel op de bergtoppen van Paektusan (=Altijd Witte Kopberg), tegenwoordig gelegen in het grensgebied van Noord-Korea en China.
De verering van de Kims gaat gepaard met onderdrukking van andersoortige geloven, zij het in het verborgene. Mensenrechtenactivisten wijzen erop dat gelovigen in Noord-Korea zwaar worden vervolgd, en dat er niet van enige vrijheid van godsdienst gesproken kan worden. Specifieke gegevens over aantallen gelovigen zijn slechts via schattingen te benaderen. Objectieve informatie over Noord-Korea is schaars, dus ook over godsdienst en vervolgingen van gelovigen.

## Situatie vóór het communisme
Vóór de communistische machtsovername in 1948 werden in Korea verschillende godsdiensten vrijelijk beleden. Naast de beoefenaars van het boeddhisme in Korea, de aloude religie op het Koreaanse schiereiland, was er een bloeiende christelijke gemeenschap. Pyongyang, de huidige hoofdstad van Noord-Korea, werd aan het eind van de 19e en begin van de 20e eeuw het Jeruzalem van het Oosten genoemd. Deze stad heette toentertijd zo, omdat veel mensen in de omgeving van Pyongyang zich bekeerden tot het christendom. Volgens De hongerige tijger was de moeder van Kim Il-sung (dus de oma van Kim Jong-il) een devoot christen.
Tevens was er de zogeheten Cheondogyo ('Godsdienst van de hemelse weg'), een geloof met confucianistische, boeddhistische en christelijke elementen. Toen het noorden onder stalinistisch regime was gekomen ging het met de vrijheid van godsdienst snel achteruit. Tempels en kerken werden verwoest of kregen een andere bestemming.

## Officiële kerkgenootschappen
In 1988 werden in de aanwezigheid van afgevaardigden van Zuid-Koreaanse kerkgenootschappen in Pyongyang twee nieuwe kerken in gebruik genomen, de katholieke Changchung "Kathedraal" en de protestantse Pongsu Kerk. In 1989 werd de Chilgol Kerk gebouwd. De Changchung Kathedraal wordt beheerd door de Koreaanse Katholieke Vereniging en de beide protestantse kerken door de Koreaanse Christelijke Federatie. In 2006 werd een Russisch-orthodoxe kerk (Kerk van de Heilige Drievuldigheid) voltooid en één Russisch-Orthodoxe priester als rector toegelaten door de Noord-Koreaanse overheid, vermoedelijk onder druk van de Russische president Vladimir Poetin. Volgens waarnemers hebben de overige kerkgebouwen in Noord-Korea echter slechts de functie om buitenlandse bezoekers zand in de ogen te strooien. Er zouden diensten en missen worden opgevoerd met acteurs als voorganger en kerkbezoekers. Een voorbeeld daarvan was een mis ter afscheid van paus Johannes Paulus II, die volgens waarnemers een theaterspel van het regime was.

### Godsdienstvrijheid in het geding
Mensenrechtengroepen wijzen erop dat met name christenen als staatsvijandelijk worden beschouwd en bruut worden onderdrukt. Godsdienstvrijheid wordt volgens de grondwet van Noord-Korea weliswaar gegarandeerd, en een website van de Noord-Koreaanse regering noemt aantallen gelovigen en zelfs theologische instituten die in het land zouden bestaan. In de praktijk is echter alleen al het bezit van een bijbel aanleiding voor de doodstraf, zo is gebleken uit onafhankelijke getuigenissen van mensen die Noord-Korea zijn ontvlucht.
In 2008 werd voor het eerst sinds 1951 een rooms-katholiek priester (afkomstig uit Zuid-Korea) actief als „welzijnswerker” in een soepkeuken in een gemeenschappelijk economisch project van Noord-Korea met Zuid-Koreaanse werknemers.
Tussen 1949 en 1954 verdwenen alle katholieke priesters en bisschoppen op Noord-Koreaans grondgebied. Terwijl in 1944 nog ten minste 30% van de bevolking van Pyongyang katholiek was en een groot deel van de overige bevolking presbyteriaans was, zijn er thans geen bekende uitingen van katholiek of ander christelijk geloof meer. De verdwenen aartsbisschop van Pyongyang wordt door de Heilige Stoel nog altijd als vermist en rechtmatig bisschop vermeld. De bisdommen Pyongyang, Hamhŭng en een deel van Chuncheon bestaan nog slechts op papier. Christenen die 'betrapt' zijn op geloof worden afgevoerd naar strafkampen. De Amerikaanse apostolische legaat en bisschop Patrick James Byrne stierf in een Noord-Koreaans strafkamp, nadat hij eerder ter dood veroordeeld was als Amerikaans burger. Over de 166 sinds het jaar 1951 in Noord-Korea achtergebleven Koreaanse priesters deed het regime in 1988 de enige mededeling: „Zij zijn voor ons volmaakte onbekenden.”